# 維申卡 (莫斯季斯卡區)
49°41′51″N 23°14′3″E / 49.69750°N 23.23417°E
維申卡（烏克蘭語：Вишенька），是烏克蘭西部的村莊，隸屬利維夫州的亞沃里夫區。該村始建於1452年，面積0.6平方公里，海拔高度312米，2001年人口222，人口密度每平方公里371.24人。